# Микел Мерино
Микел Мерино Зазон (шп. Mikel Merino Zazón; Памплона, 22. јун 1996) је шпански фудбалер који тренутно наступа за Арсенал. Игра на позицији везног играча.

## Успеси
Борусија Дортмунд
- Куп Немачке (1): 2016/17.[5]

 Реал Сосиједад
- Куп Шпаније (1): 2019/20.[6]

 Шпанија до 19
- Европско првенство до 19 година (1) :  2015.[7]

 Шпанија до 21
- Европско првенство до 21 године (1) :  2017,[8]  2019.[9]

 Шпанија до 23
- Летње олимпијске игре:  2020.[10]

 Шпанија
- Европско првенство (1):  2024.[11]
- Лига нација (1) :  2020/21,[12]  2022/23.[13]

Појединачни
- Играч месеца у  Ла лиги: март 2024.[14]
- Идеални тим Ла лиге: 2022/23.[15]